# Tom Bakker
Tom Bakker (Laren, 4 november 1971) is een Nederlands muziekproducer, pianist, componist en arrangeur.

## Biografie
Hij werd geboren in 1971 te Laren (NH) en groeide op in een muzikaal gezin. Zijn vader, Dick Bakker, had een muziekstudio aan huis. Op 17-jarige leeftijd deed hij als componist en pianist voor het eerst mee aan het Nationaal Songfestival (1989). Hij studeerde klassiek piano aan het Sweelinck Conservatorium bij Ronald Brautigam en compositie/arrangeren lichte muziek aan Het Hilversums Conservatorium bij Jurre Haanstra.
Sinds 1998 schrijft hij orkestarrangementen voor uiteenlopende artiesten en orkesten, waaronder het Metropole Orkest. Ook schreef hij de orkestarrangementen voor het evenement Symphonica in Rosso in 2006 (Marco Borsato), 2008 (Lionel Richie), 2009 (Diana Ross) en 2015 (Marco Borsato). In 2013 schreef hij het arrangement voor het Koningslied.
Tom Bakker schreef de muziek voor de musicals "Op hoop van zegen" (2008) en 'Het meisje met het rode haar" (2015).

## Prijzen
In 2006 won Tom Bakker de Nederlandse Muziekprijs Originele Rembrandt voor het album van de musical Wat Zien Ik?!